# Walter Stettner von Grabenhofen
Walter Stettner Ritter von Grabenhofen (18 de marzo de 1895 - 18 de octubre de 1944) fue un general alemán en la Wehrmacht durante la II Guerra Mundial. Murió en combate en el monte Avala, cerca de Belgrado en Serbia.

## Biografía
El General von Stettner provenía de una familia respetada de soldados. Él luchó en la I Guerra Mundial.
Inició la II Guerra Mundial como comandante de un Regimiento de Cazadores de Montaña (Gebirgsjäger-Regiment) y luchó en Polonia, Noruega, Yugoslavia, y la Unión Soviética, donde su unidad avanzó hasta el Cáucaso. El 17 de diciembre de 1942, remplazó a Hubert Lanz como comandante de la 1ª División de Montaña, cuando la División estaba retirándose a la Cabeza de puente de Kuban. La cabeza de puente fue sostenida hasta septiembre de 1943, pero la 1ª División de Montaña fue transferida antes en abril a Yugoslavia para operaciones anti-partisanas.
Bajo el mando de Stettner, la 1ª División de Montaña cometió varios crímenes de guerra en Yugoslavia y Grecia, incluyendo las Masacres de Kommeno, Mousiotitsa, Lyngiades y la Masacre de la División Acqui.
En octubre de 1944, durante la Ofensiva soviética de Belgrado, su unidad fue acorralada y Stettner desapareció en combate, presumiblemente muerto en el monte Avala, cerca de Belgrado.
Fue descrito como un "hombre pequeño, meticuloso, quien sufría un complejo de inferioridad y que era impulsado por un tremendo sentido del orgullo que le llevó a guardar opiniones políticas para sí mismo. De sus soldados, esperaba una obediencia inquebrantable a las órdenes de Hitler. Desestimó el papel de la capellanía militar en la 1ª División de Montaña. En las pautas publicadas para la Operación "Augusto", Stettner requirió a sus soldados disparar en el acto cualquier sospechoso que pudiera potencialmente estar conectado o ser sospechoso de actividades partisanas y destruir todas las casas en su vecindad. Esta forma de tratar a los civiles en el Epiro le llevó a frecuentes fricciones con su inmediato superior, el devoto General católico Hubert Lanz".